# Скоро придёт весна
«Скоро придёт весна» — художественный фильм в жанре мелодрама производства киностудии «Грузия-фильм», вышедший на экраны в  1967 году.

## Сюжет
Пожилой крестьянин Минаго Иремадзе и его жена остро переживают опустение семьи. Старший сын женился на городской женщине, младший учится в вузе. Минаго решает вернуть детей к семейному очагу, навещает их в городе и делится с ними болью опустевшей деревни и покинутых родителей. Душевные переживания отца повергают сыновей в раздумья, они поймут необходимость возвращения в деревню, но изменить они ничего не могут. Их жизни тесно связаны с городом.

## В ролях
- Серго Закариадзе — Минаго
- Сесилия Такайшвили — Мариами
- Тенгиз Арчвадзе — Бидзина
- Лия Элиава — Нато
- Ипполит Хвичиа — эпизод
- Карло Саканделидзе — Савил (роль дублирует Владислав Баландин)
- Дмитрий Капка — Тома Кузьмич

## Призы
- О. Абесадзе — диплом за лучший кинодебют (II кинофестиваль республик Закавказья и Украины. Ереван, 1968 г.);
- С. Такаишвили — диплом (II кинофестиваль республик Закавказья и Украины. Ереван, 1968 г.);
- Д. Капка — диплом (II кинофестиваль республик Закавказья и Украины. Ереван, 1968 г.).